# Condado del Valle de Oselle
El condado del Valle de Oselle es un título nobiliario español creado por el rey Fernando VI en favor de Álvaro de Navia-Bolaño Rivadeneyra y Moscoso, oidor de la Real Audiencia de Charcas en Perú, mediante real decreto del 31 de agosto de 1750 y despacho expedido el 29 de septiembre del mismo año, con el vizcondado previo de Navia.
Este título fue rehabilitado por el rey Alfonso XIII en 1920 y concedido a Dolores Santamarina y Valcárcel.

## Condes del Valle de Oselle
|                                 | Titular                                      | Periodo                  |
| Creación por Fernando VI        | Creación por Fernando VI                     | Creación por Fernando VI |
| ------------------------------- | -------------------------------------------- | ------------------------ |
| I                               | Álvaro de Navia-Bolaño Rivadeneyra y Moscoso | 1750-1757                |
| II                              | Antonio de Navia-Bolaño y Solisvango         | ¿?                       |
| Rehabilitación por Alfonso XIII |                                              |                          |
| III                             | Dolores Santamarina y Valcárcel              | 1920-1920                |
| IV                              | Ángela Santamarina y Alducín                 | 1920-1956                |
| V                               | Miguel Ángel Gastón y Fernández de Bobadilla | 1961-2015                |
| VI                              | Enrique Escudero y Ortiz de Zevallos         | 2018-hoy                 |

## Obtención del título
El condado del Valle de Oselle se trata de unos los quince títulos nobiliarios del siglo XVIII obtenidos por vía venal, es decir, mediante una compra o desembolso monetario. Concretamente, su primer titular lo compró en 1750 a la duquesa de Atrisco, quien lo había recibido del monarca en 1744. A fin de evitar la desvalorización social que pudiese significar este hecho, los agentes participantes en el proceso de venta aclararon que no debía constar «haber intervenido beneficio».

## Historia de los condes del Valle de Oselle
- Álvaro de Navia-Bolaño Rivadeneyra y Moscoso (1675-1757), I conde del Valle de Oselle, oidor decano de la Audiencia de Charcas, superintendente de la casa de moneda de Lima, miembro del Consejo de Indias y caballero de la Orden de Santiago.[1][5], tuvo como primera esposa a la dama criolla Jerónima Micaela de Solísvango y Riaño, y contrajo un segundo matrimonio con Isabel María Espínola Villavicencio y Pardo de Figueroa, cuyos descendientes se vincularon al Marquesado de Montemira y al Condado de San Juan de Lurigancho.

Le sucedió su hijo:
- Antonio de Navia-Bolaño y Solísvango, II conde del Valle de Oselle. Último titular oficial.

El 6 de marzo de 1920, el rey Alfonso XIII decidió rehabilitar el condado del Valle de Oselle en favor de:
- Dolores Santamarina y Valcárcel, III condesa del Valle de Oselle.[6]

El 8 de junio de 1920, por sentencia del juzgado de primera instancia de Orense dada el 20 de abril del mismo año, el título pasó a su sobrina:
- Ángela Santamarina y Alducín (m. 1956), IV condesa del Valle de Oselle, IV marquesa de Atalaya Bermeja.[1]

Casó con Isidoro de Temes y Sáenz. El 20 de octubre de 1961 le sucedió:
- Miguel Ángel Gastón y Fernández de Bobadilla (1921-5 de abril de 2015),[7] V conde del Valle de Oselle, V marqués de Valhermoso de Pozuela, coronel interventor de la Armada, caballero de la Orden de Malta, caballero de la Real Maestranza de Caballería de Zaragoza, hidalgo a fuero de España.[1]

Casó con María del Carmen de Bustos y Téllez-Girón. El 14 de febrero de 2018, tras orden del 15 de diciembre de 2017 para que se expida la correspondiente carta de sucesión (BOE del 4 de enero), le sucedió:
- Enrique Escudero y Ortiz de Zevallos, VI conde del Valle de Oselle, descendiente del primer titular.